# Gaia – Grüne Hölle
Gaia – Grüne Hölle (Originaltitel Gaia) ist ein Fantasyfilm mit Horrorelementen von Jaco Bouwer, der im März 2021 beim South by Southwest Film Festival seine Premiere feierte. Seine Deutschland-Premiere gab der Film auf den Fantasy Filmfest Nights im Juni 2021.
In dem Body-Horror-Film werden Menschen von einem Pilz befallen, der sie blind, sowie besonders geräuschempfindlich und aggressiv werden lässt.

## Handlung

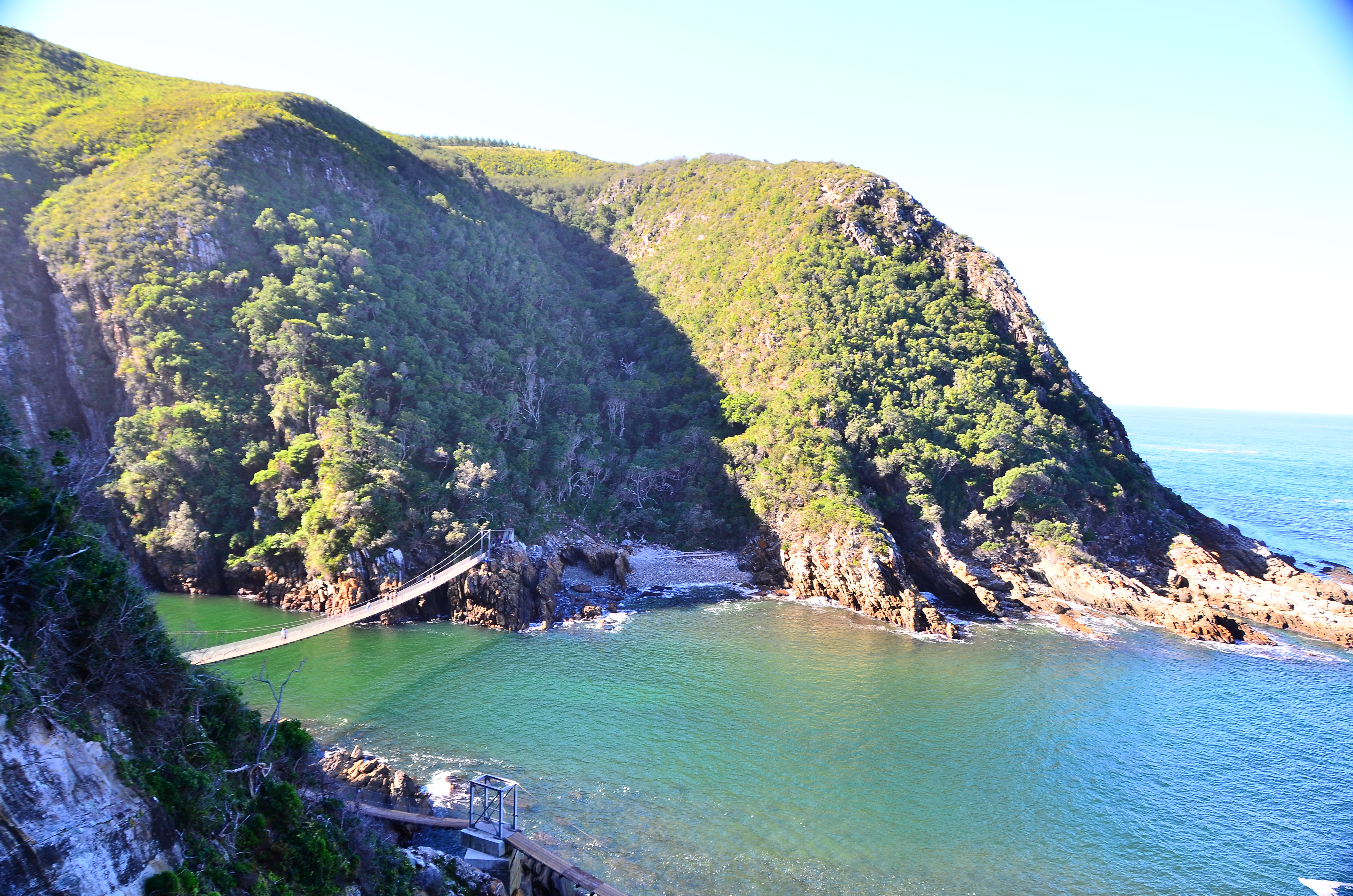
Dreh- und Handlungsort des Films: der Tsitsikamma-Nationalpark in Südafrika

Gabi und Winston sind im Tsitsikamma-Nationalpark in Südafrika als Park-Ranger tätig. Eines Tages stößt Gabi bei einer Patrouille auf Barend und seinen Sohn Stefan, die im Wald leben. Sie scheinen eine eigene Religion und eine ganz besondere, ein wenig mysteriöse und fast mystische Beziehung zur Natur entwickelt zu haben. Sie leben in einer selbstgebauten Hütte, in der Barend und seine Frau – als diese noch am Leben war – ihre Flitterwochen verbrachten. Als sie später schwer an Knochenkrebs erkrankte, wünschte sie, zum Sterben an diesen Ort zurückzukehren. Barend und Stefan kehrten der Zivilisation dabei endgültig den Rücken.
Die Luft im Wald ist erfüllt von umherfliegenden Sporen, gegen die sich Barend und Stefan mit Tüchern vor Mund und Nase schützen. In der Hütte verbinden sie Gabis Fuß, der durch eine Falle verletzt wurde. Stefan erkennt in Gabi weibliche Schönheit und ein Objekt sexueller Begierde, gibt seinem Verlangen jedoch nicht nach. In der Zwischenzeit hat sich Winston auf die Suche nach Gabi gemacht, nachdem sein Funkgerät im Fluss versenkt und zerstört wurde. Er sieht sich von einem merkwürdig entstellten, aber unverkennbar menschlichen Wesen verfolgt. In der Dämmerung verliert er seine Taschenlampe und bricht schließlich erschöpft an einem Baum zusammen.
Barend erklärt Gabi, dass im Boden dieses Waldes der größte Organismus der Erde lebt, den sie als weiblichen 'Gott' bezeichnen. Gabi fällt in einen unruhigen, durch halluzinogene Sporen verstärkten Schlaf, in dem sie von Alpträumen geplagt wird. In der Nacht dringt eins der Wesen, die Winston gejagt haben, in die Hütte ein, wird aber von Barend und Stefan verletzt und in die Flucht geschlagen. Blut dieses Wesens gelangt auf Barends und Gabis Haut, was sofort behandelt werden muss. Barend erklärt, dass die Wesen einst Menschen waren, in denen sich Sporen eingenistet haben, die zunächst weiche Organe wie Augen, Zunge und Hirn konsumieren, bevor Muskeln und Knochen angegriffen werden. Wie Barend schildert, sendet 'Gott' diese Sporen, und er kündigt an, dass auf diese Weise in Bälde die gesamte Menschheit vernichtet werden wird. In weiteren Halluzinationen sieht Gabi, wie Pilze und Schwämme auf ihrer Haut wachsen. Später, bei einem Streifzug durch den Wald entdecken sie Winston, der von Wurzeln durchzogen und mit Pilzen bewachsen, allerdings noch am Leben ist. Barend tötet ihn, damit er nicht 'einer von ihnen' wird.
Gabi entwickelt Gefühle für Stefan, und sie beschließen, gemeinsam in die Stadt zu fliehen. Dabei werden sie jedoch von Barend gestoppt, der Stefan davon überzeugen kann, wieder in die Hütte zurückzukehren. Gabi flieht zunächst alleine weiter, erkennt dann aber, dass Stefan ausersehen ist, der Göttin geopfert zu werden. Sie eilt zurück in Richtung Hütte und findet Barend, der kurz davor ist, Stefan zu schlachten. Sie kann ihn davon abhalten, und schließlich überwältigt Stefan seinen Vater und verletzt ihn schwer. Gemeinsam mit Gabi kehrt er in die Hütte zurück, und es kommt zu körperlichem Austausch. Kurz darauf entdeckt Gabi ersten Pilzbewuchs auf ihrer Haut, ist davon aber wenig beunruhigt.
Barend hat den Angriff schwer verletzt überlebt, doch die Stelle, an der er in der Nacht zuvor von dem Pilzwesen am Rücken verletzt wurde, ist inzwischen mit großen Schwämmen bewachsen. Mit letzter Kraft schleppt er sich zu einer Öffnung im Boden zwischen den Wurzeln eines Mammutbaums, welche direkten Kontakt zur Gottheit ermöglicht. Dort will er seine letzte Ruhe finden. Auch Gabi ist inzwischen vollständig von Pilzen, Farnen und Moos bewachsen, und liegt regungslos in der Hütte. Stefan küsst sie zum Abschied und flieht alleine in die Stadt.
In einer Szene im Abspann wird gezeigt, wie Stefan einen angebissenen Hamburger in der Imbissbude liegenlässt. An der Bissstelle beginnen sofort weiße Pilze in übernatürlicher Geschwindigkeit zu wachsen.

## Produktion
Regie führte Jaco Bouwer, das Drehbuch schrieb Tertius Kapp.
Monique Rockman und Anthony Oseyemi spielen die Park-Ranger Gabi und Winston, Carel Nel und Alex van Dyk den im Wald lebenden Barend und dessen Sohn Stefan.
Die Dreharbeiten fanden im Tsitsikamma-Nationalpark in Südafrika statt, zu einem Teil im Tsitsikamma-Wald. Als Kameramann fungierte Jorrie van der Walt.
Die Filmmusik komponierte Pierre-Henri Wicomb. Das Soundtrack-Album mit insgesamt 16 Musikstücken wurde Mitte Juni 2021 von MovieScore Media als Download veröffentlicht.
Die Weltpremiere erfolgte am 16. März 2021 beim South by Southwest Film Festival. Der erste Trailer wurde bereits im Februar 2021 vorgestellt. Eine erste Vorstellung in Deutschland erfolgte beim Fantasy Filmfest in den Nights XL 2021. Ab Anfang Juli 2021 wird der Film beim Neuchâtel International Fantastic Film Festival gezeigt.

## Rezeption

### Kritiken
Der Film wurde von 85 Prozent aller bei Rotten Tomatoes erfassten Kritiker positiv bewertet mit durchschnittlich 6,8 der möglichen 10 Punkte.

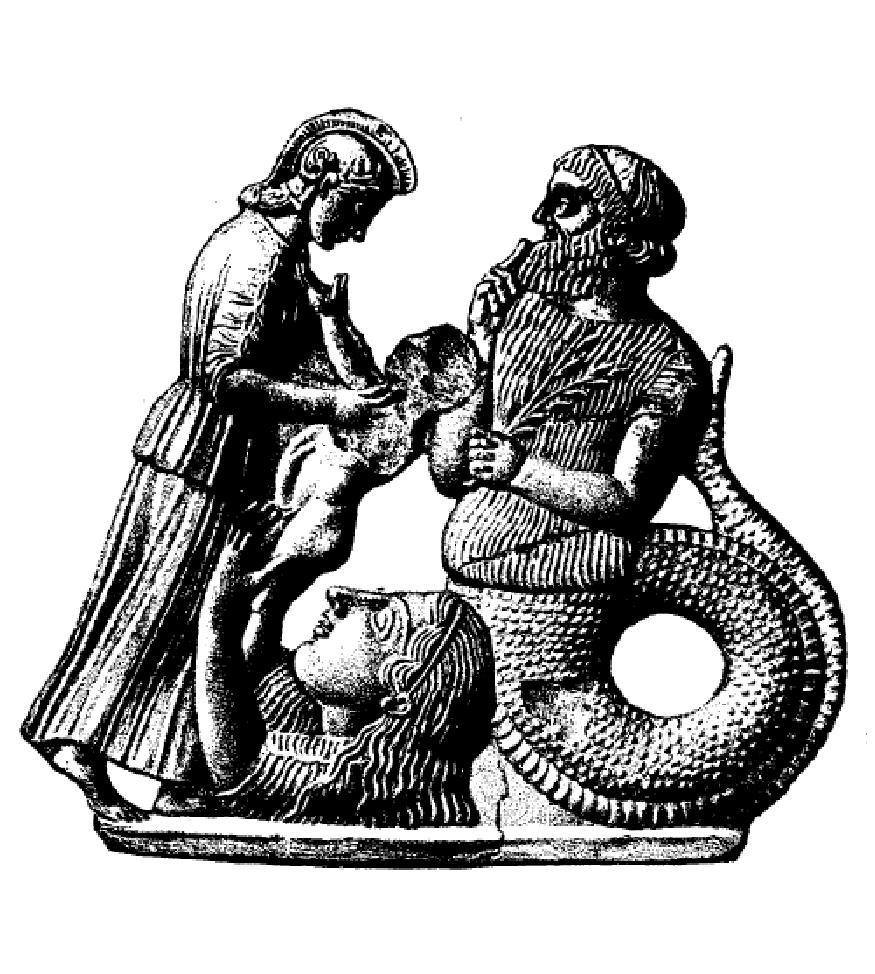
Die titelgebende Göttin Gaia, die personifizierte Erde, steigt für gewöhnlich aus dem Boden auf, wie hier im Relief

Phuong Le schreibt im Guardian, die Ansteckung, die die Infizierten in zombieähnliche, mit bunten Sporen bedeckte Kreaturen verwandelt, die blind im Dunkeln herumstreifen, sei wunderschön und makaber und fühle sich fast biblisch an: „der Tag des Jüngsten Gerichts, der von einer verachteten Mutter Erde über die Menschen gebracht wird.“ Regisseur Jaco Bouwer halte in dem Film lange Predigten über den Schaden, der dem kostbaren Ökosystem zugefügt wurde, und die hypnotische Kameraarbeit von Jorrie van der Walt spiegele diese leidenschaftliche Spiritualität wider. Eine Traumsequenz, in der sich Gabi nackt auf dem Moos neben einem glitzernden Teich räkelt, erinnert Le an ein Bild aus Lars von Triers Melancholie. Insgesamt seien die innovativen visuellen Effekte, die CGI und Make-up kombinieren, absolut faszinierend, auch wenn man etwas mehr Arbeit in das Drehbuch hätte stecken können, in dem Gabis Figur, anderes als bei ihren männlichen Kollegen, kaum mit einer Vergangenheit versehen wurde.

### Auszeichnungen
Neuchâtel International Fantastic Film Festival 2021
- Nominierung im Internationalen Wettbewerb[11]

Sitges Film Festival 2021
- Nominierung für den New Visions Award (Jaco Bouwer)[12]

South by Southwest Film Festival 2021
- Auszeichnung mit dem ZEISS Cinematography Award (Jorrie van der Walt)[13]